# Janay DeLoach
Janay DeLoach (* 12. Oktober 1985 in Panama City, Florida) ist eine US-amerikanische Weitspringerin.
Sie sprang bei den Weltmeisterschaften 2011 in Daegu auf Platz fünf. Bei den Hallenweltmeisterschaften in Istanbul gewann sie mit 6,98 Meter Silber. Im selben Jahr gewann sie bei den Olympischen Spielen in London mit einer Weite von 6,89 Meter die Bronzemedaille.

## Persönliche Bestweiten
- Weitsprung: 7,03 m, Eugene, 1. Juli 2012
  - Halle: 6,99 m, Albuquerque, 27. Februar 2011